# Liste der Monuments historiques in Blénod-lès-Toul
Die Liste der Monuments historiques in Blénod-lès-Toul führt die Monuments historiques in der französischen Gemeinde Blénod-lès-Toul auf.

## Liste der Immobilien
| Bezeichnung      | Beschreibung                       | Standort                | Kennzeichnung | Schutzstatus | Datum | Bild           |
| ---------------- | ---------------------------------- | ----------------------- | ------------- | ------------ | ----- | -------------- |
| Kirche St-Médard | Anfang des 16. Jahrhunderts erbaut | Place du Château (Lage) | PA00106000    | Classé       | 1862  | weitere Bilder |

## Liste der Objekte
| Bezeichnung                             | Beschreibung | Standort                       | Kennzeichnung | Schutzstatus | Datum      | Bild           |
| --------------------------------------- | --- | ------------------------------ | ------------- | ------------ | ---------- | -------------- |
| Pietà                                   | Stein, 16. Jahrhundert | in der Kirche St-Médard (Lage) | PM54000085    | Classé       | 1964       |                |
| Gemälde Heiliger Luis Beltrán           | Ölfarbe auf Leinwand, vergoldeter Holzrahmen, Ende des 17. Jahrhunderts                                                     | in der Kirche St-Médard (Lage) | PM54000088    | Classé       | 1979       |                |
| Relief Kind von zwei Engeln getragen    | Fragment eines Epitaphs; Stein, Ende des 15. Jahrhunderts                                                                   | in der Kirche St-Médard (Lage) | PM54000090    | Classé       | 1979       |                |
| Orgel                                   | Ensemble aus PM54000097 und PM54001294                                                                                      | in der Kirche St-Médard (Lage) | PM54001293    | Classé       | 1979 /1981 |                |
| Orgelprospekt                           | von 1731 bis 1735 von Jean Adam Dingler für die Abteikirche St-Léon in Toul gebaut                                          | in der Kirche St-Médard (Lage) | PM54001294    | Classé       | 1979       |                |
| Instrumentalteil der Orgel              | von 1731 bis 1735 von Jean Adam Dingler für die Abteikirche St-Léon in Toul gebaut                                          | in der Kirche St-Médard (Lage) | PM54000097    | Classé       | 1981       |                |
| Gemälde Mariä Himmelfahrt               | Ölfarbe auf Leinwand, Mitte des 18. Jahrhunderts                                                                            | in der Kirche St-Médard (Lage) | PM54001426    | Inscrit      | 1994       |                |
| Altarfront                              | Holz, farbig gefasst und vergoldet, um 1725                                                                                 | in der Kirche St-Médard (Lage) | PM54000089    | Classé       | 1979       |                |
| Altarkreuz                              | Kupfer, vergoldet, Mitte des 18. Jahrhunderts                                                                               | in der Kirche St-Médard (Lage) | PM54000093    | Classé       | 1980       |                |
| Skulptur Heiliger Medardus (sitzend)    | Stein, 14. Jahrhundert | in der Kirche St-Médard (Lage) | PM54000084    | Classé       | 1964       |                |
| Chorschranke                            | Schmiedeeisen, Blech, Mitte des 18. Jahrhunderts                                                                            | in der Kirche St-Médard (Lage) | PM54000096    | Classé       | 1980       |                |
| Gemälde Verklärung Christi              | Ölfarbe auf Leinwand, vergoldeter Holzrahmen, Mitte des 18. Jahrhunderts, nach Raffael; aus der Abteikirche St-Léon in Toul | in der Kirche St-Médard (Lage) | PM54000098    | Classé       | 1982       |                |
| Neun Kirchenfenster                     | vom Anfang des 16. Jahrhunderts                                                                                             | in der Kirche St-Médard (Lage) | PM54000079    | Classé       | 1908       |                |
| Marienaltar                             | Retabel und Skulptur; Stein, 18. Jahrhundert                                                                                | in der Kirche St-Médard (Lage) | PM54000082    | Classé       | 1964       |                |
| Gemälde Stiftung des Rosenkranzes       | Ölfarbe auf Leinwand, vergoldeter Holzrahmen, 18. Jahrhundert                                                               | in der Kirche St-Médard (Lage) | PM54000087    | Classé       | 1964       |                |
| Skulptur Madonna mit Kind               | Stein, farbig gefasst und vergoldet, erste Hälfte des 18. Jahrhunderts                                                      | in der Kirche St-Médard (Lage) | PM54001422    | Inscrit      | 1980       |                |
| Leuchter                                | Kupfer, 16. Jahrhundert; aus dem Grab von Hugues des Hazards                                                                | in der Kirche St-Médard (Lage) | PM54001118    | Classé       | 1996       |                |
| Epitaph für Thiry Robin                 | Stein, bemalt, nach 1625 | in der Kirche St-Médard (Lage) | PM54000091    | Classé       | 1979       |                |
| Skulptur Engel, die Geißelsäule tragend | Stein, farbig gefasst, um 1525; aus der Kapelle Ste-Menne                                                                   | in der Kirche St-Médard (Lage) | PM54000095    | Classé       | 1980       |                |
| Lesepult                                | Holz, Anfang des 18. Jahrhunderts                                                                                           | in der Kirche St-Médard (Lage) | PM54000077    | Classé       | 1908       |                |
| Kanzel                                  | Eichenholz, erste Hälfte des 19. Jahrhunderts                                                                               | in der Kirche St-Médard (Lage) | PM54001423    | Inscrit      | 1983       |                |
| Skulptur Heiliger Klemens               | Stein, farbig gefasst, Ende des 16. Jahrhunderts                                                                            | in der Kirche St-Médard (Lage) | PM54001424    | Inscrit      | 1984       |                |
| Vier Reliquiare                         | Holz, vergoldet, um 1830 | in der Kirche St-Médard (Lage) | PM54001425    | Inscrit      | 1994       |                |
| Skulptur Engel, das Kreuz tragend       | Stein, farbig gefasst, um 1525; aus der Kapelle Ste-Menne                                                                   | in der Kirche St-Médard (Lage) | PM54000094    | Classé       | 1980       |                |
| Gemälde Porträt von Hugues des Hazards  | Ölfarbe auf Leinwand, vergoldeter Eichenholzrahmen, Anfang des 18. Jahrhunderts                                             | in der Kirche St-Médard (Lage) | PM54000099    | Classé       | 1983       |                |
| Kruzifix der Taufkapelle                | Holz, farbig gefasst, zweite Hälfte des 16. Jahrhunderts                                                                    | in der Kirche St-Médard (Lage) | PM54000100    | Classé       | 1983       |                |
| Grabmal für Hugues des Hazards          | Stein, um 1517 | in der Kirche St-Médard (Lage) | PM54000076    | Classé       | 1862       | weitere Bilder |
| Bischofsring von Hugues des Hazards     | Silber, vergoldet, Achat, Chalzedon, 16. Jahrhundert                                                                        | in der Kirche St-Médard (Lage) | PM54000078    | Classé       | 1908       |                |
| Hauptaltar                              | Holz, vergoldet, 18. Jahrhundert                                                                                            | in der Kirche St-Médard (Lage) | PM54000080    | Classé       | 1964       |                |
| Wandvertäfelung                         | Holz, 18. Jahrhundert | in der Kirche St-Médard (Lage) | PM54000081    | Classé       | 1964       |                |
| Nikolausaltar                           | Retabel und Skulptur; Stein, 18. Jahrhundert                                                                                | in der Kirche St-Médard (Lage) | PM54000083    | Classé       | 1964       |                |
| Kruzifix                                | Holz, Anfang des 16. Jahrhunderts                                                                                           | in der Kirche St-Médard (Lage) | PM54000086    | Classé       | 1964       |                |
| Zwei Kronleuchter                       | Kupfer, Glas, Mitte des 19. Jahrhunderts                                                                                    | in der Kirche St-Médard (Lage) | PM54001421    | Inscrit      | 1979       |                |
| Skulptur eines heiligen Bischofs        | Stein, um 1700 | in der Kirche St-Médard (Lage) | PM54001427    | Inscrit      | 1994       |                |